# Zvonici u Belgiji i Francuskoj
Zvonici u Francuskoj i Belgiji su nenadmašiv skup od 56 tornjeva (Beffroi) u Belgiji i Francuskoj koji su dospjeli na UNESCO-ov popis mjesta svjetske baštine u Europi, zbog svoje važnosti kao spomenika gradske neovisnosti od feudalnih i vjerskih utjecaja u flamanskoj povijesti, što je dovelo do visokog stupnja lokalne demokracije od velike važnosti za povijest čovječanstva.
UNESCO je nasvoju listu upisao 32 tornja kao Belforti u Flandriji i Valoniji 1999. godine, čemu su 2005. god. dodani zvonici Gembloux u istočnoj Valoniji (Belgija) i 23 zvonika pokrajina (régions)  Nord-Pas-de-Calais i Picardie u sjevernoj Francuskoj. Iznimku čini zvonik gradske palače u Bruxellesu jer je on već prije bio na popisu svjetske baštine kao dio Velike palače. 
Pored građanskih zvonika, poput zvonika gradskih palača, na popisu se nalaze i zvonici vjerskih građevina koji su također služili kao sat kule ili tornjevi za uzbunu: Gospina katedrala u Antwerpenu, Toranj sv. Rumbolde u Mechelenu i crkve sv. Leonarda u Zoutleeuwu – sve tri u flamanskom dijelu Belgije. Samo nekolicina je slobodno stojećih zvonika. 

## Popis zvonika

### Najslavniji zvonici
| Slika | Ime                            | Lokacija         | Provincija            | Koordinate                                  | Bilješke |
| ----- | ------------------------------ | ---------------- | --------------------- | ------------------------------------------- | --- |
|       | Gradska vijećnica u Antwerpenu | Antwerpen        | Antwerpen (pokrajina) | 51°13′17″N 4°23′57″E / 51.2213°N 4.3992°E   | Spoj renesansnih utjecaja Italije i Flandrije u 16. st.                                                              |
|       | Katedrala Svetog Rumbolda      | Mechelen         | Flandrija             | 51°01′44″N 4°28′42″E / 51.02889°N 4.47833°E | 97,8 m visok toranj s 49 zvona iz 15. st.                                                                            |
|       | Zvonik u Gentu                 | Gent             | Istočna Flandrija     | 51°03′13″N 3°43′29″E / 51.0536°N 3.7248°E   | 92 m visok toranj iz 14. st. koji je služio kao promatračnica i gradski trezor.                                      |
|       | Zvonik u Monsu                 | Mons             | Valonija              | 50°16′N 3°34′E / 50.27°N 3.57°E             | Jedini barokni zvonik u Valoniji (17. st.)                                                                           |
|       | Zvonik u Tournaiju             | Tournai          | Valonija              | 50°36′20″N 3°23′17″E / 50.60556°N 3.38806°E | 72 m visok toranj iz srednjeg vijeka (1188. – 1294.), služio kao feudalna utvrda, nadgledni toranj, zvonik i zatvor. |
|       | Schepenhuis u Aalstu           | Aalst            | Flandrija             | 50°56′18″N 4°02′20″E / 50.93833°N 4.03889°E | Zvonik gradske vijećnice u Aalstu ima 52 zvona iz 15. st.                                                            |
|       | Zvonik u Boulogne-sur-Mer      | Boulogne-sur-Mer | Nord-Pas de Calais    | 50°25′59″N 1°21′53″E / 50.4330°N 1.3648°E   | Zvonik-utvrda iz 11. st.                                                                                             |
|       | Crkva sv. Petra u Leuvenu      | Leuven           | Flamanski Brabant     | 50°52′46″N 4°42′05″E / 50.8795°N 4.7013°E   | Zvonici nedovršene gotičke crkve                                                                                     |

### Ostali zvonici

#### Belgija
| - Gradska vijećnica (Hala tkanina), Herentals, Antwerpen (pokrajina) - Zvonik gradske vijećnice, Lier, Antwerpen (pokrajina) - Zvonik halae tkanina, Mechelen, Antwerpen (pokrajina) - Zvonik gradske vijećnice, Diksmuide, Zapadna Flandrija - Halletoren, Kortrijk, Zapadna Flandrija - Zvonik stare gradske vijećnice, Lo-Reninge, Zapadna Flandrija - Zvonik uz gradsku vijećnicu, Menen, Zapadna Flandrija - Zvonik gradske tržnice, Nieuwpoort, Zapadna Flandrija - Zvonik gradske vijećnice, Roeselare, Zapadna Flandrija - Halletoren, Tielt, Zapadna Flandrija - Landhuis, Veurne, Zapadna Flandrija | - Zvonik gradske vijećnice, Dandermonde, Istočna Flandrija - Zvonik gradske vijećnice, Eeklo, Istočna Flandrija - Zvonik Stadstoren i Crkva sv. Germanusa, Tienen, Flamanski Brabant - Zvonik gradske vijećnice, Sint-Truiden, Limburg (Belgija) - Zvonik Stadstoren i Gospina crkva, Tongeren, Limburg (Belgija) - Zvonik stare gradske vijećnice, Binche, Hainaut (pokrajina) - Zvonik stare gradske vijećnice, Charleroi, Hainaut (pokrajina) - Zvonik stare gradske vijećnice, Thuin, Hainaut (pokrajina) - Zvonik stare gradske vijećnice, Gembloux, Namur (pokrajina) - Zvonik stare gradske vijećnice, Namur, Namur (pokrajina) |

#### Francuska
| - Zvonik gradske vijećnice, Armentières, Nord-Pas de Calais - Zvonik gradske vijećnice, Bailleul, Nord-Pas de Calais - Gradski zvonik, Bergues, Nord-Pas de Calais - Zvonik Crkve sv. Martina, Cambrai, Nord-Pas de Calais - Zvonik gradske vijećnice, Comines, Nord-Pas de Calais - Zvonik gradske vijećnice, Douai, Nord-Pas de Calais - Zvonik gradske vijećnice, Dunkirk, Nord-Pas de Calais - Zvonik Crkve sv. Eligiusa, Dunkirk, Nord-Pas de Calais - Zvonik gradske vijećnice, Gravelines, Nord-Pas de Calais - Zvonik gradske vijećnice, Lille, Nord-Pas de Calais - Zvonik gradske vijećnice, Loos, Nord-Pas de Calais | - Zvonik gradske vijećnice, Aire-sur-la-Lys, Nord-Pas de Calais - Zvonik gradske vijećnice, Arras, Nord-Pas de Calais - Zvonik gradske vijećnice, Béthune, Nord-Pas de Calais - Zvonik gradske vijećnice, Calais, Nord-Pas de Calais - Zvonik gradske vijećnice, Hesdin, Nord-Pas de Calais - Gradski zvonik, Abbeville, Pikardija - Gradski zvonik, Amiens, Pikardija - Zvonik stare gradske vijećnice, Doullens, Pikardija - Zvonik starih gradskih vrata, Lucheux, Pikardija - Gradski zvonik, Rue, Pikardija - Gradski zvonik, Saint-Riquier, Pikardija |